# Rivière Bédard
Rivière Bédard är ett vattendrag i Kanada.   Det ligger i provinsen Québec, i den östra delen av landet, 500 km nordost om huvudstaden Ottawa.
Omgivningarna runt Rivière Bédard är en mosaik av jordbruksmark och naturlig växtlighet. Runt Rivière Bédard är det ganska tätbefolkat, med 222 invånare per kvadratkilometer.